# 索爾福德主教座堂
索爾福德主教座堂（英語：Salford Cathedral）是位於英國英格蘭索爾福德市的一座羅馬天主教的主教座堂，距曼徹斯特市中心並不遠。索爾福德主教座堂是天主教索爾福德教區的主教座堂。教堂外觀為新哥特式建築，是英國II*級保護建築。索爾福德主教座堂修建於1844年至1848年期間。

## 外部連結

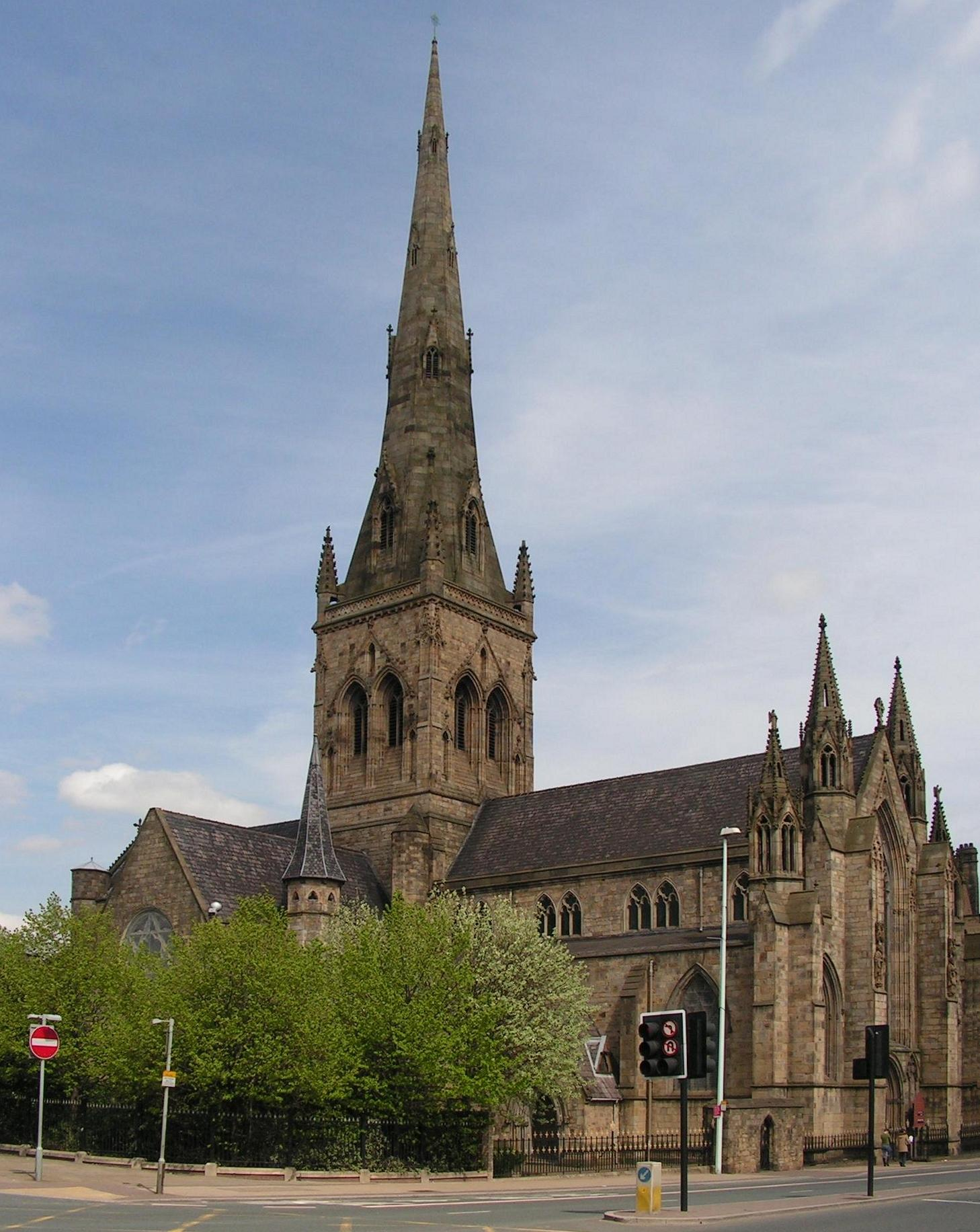
索爾福德主教座堂

- Salford Diocese pages on Salford Cathedral
- Salford Cathedral in Images of England